# Andreas P. Pittler
Andreas P. Pittler, avstrijski zgodovinar in pisatelj, * 21. november 1964, Dunaj, Avstrija.
Na Dunaju je študiral zgodovino ter dosegel magistrski in doktorski naziv.
Leta 1994 je izšel njegov literarni prvenec Eines Abends vor Troja in leta 2000 je objavil prvi roman Der Sündenbock. Njegovi ostali romani so Der Sommer der großen Erwartungen (2001), Tod im Schnee (2002), Serbische Bohnen (2003) in Das Dokument (2006). Leta 2008 bo založba Echo izdala njegovi novi roman Tacheles.
Pittler živi in dela na Dunaju.
1. ↑  Record #121026973 // Gemeinsame Normdatei — 2012—2016.